# Mineralizare (biologie)
Acest articol se referă la Mineralizare (biologie). Pentru alte sensuri, vedeți Mineralizare.
Mineralizarea este un proces chimic sau biologic de trecere a unui element dintr-o combinație organică într-un compus anorganic. Constituie o etapă importantă a ciclurilor biologice ale elementelor din sol, în urma cărora mineralele devin accesibile plantelor. Intensitatea proceselor de mineralizare din sol, în primul rând a azotului, este foarte importantă pentru agricultură. Procesele de acumulare de minerale din soluții în fisurile și porii rocilor sau de acumulare de săruri în apele freatice și de profunzime sunt de asemenea procese de mineralizare.

## DefinițiiIUPAC
Procesul prin care o substanță organică devine impregnată  sau transformată
în substanțe anorganice.
Nota 1: Un caz special este procesul prin care organismele vii produc și structuri minerale, de multe ori aceasta făcând să se întărească sau rigidizeze țesuturile existente. (A se vedea biomineralizare.)
Nota 2: In cazul biodegradării polimerilor, acest termen este utilizat pentru a reflecta conversia în CO2 și H2O și alte anorganice. CH4 poate fi considerat ca parte a procesului de mineralizare, pentru că apare în paralel cu mineralele în compostarea anaerobă, numită de asemenea, metanizare.

## Legături externe
- „mineralizare” la DEX online